# مرصد جبل الطاولة
مرصد جبل الطاولة (بالإنجليزية: Table Mountain Observatory) وتُختصر إلى TMO هو المراصد الفلكية تديرها وكالة ناسا بواسطة مختبر الدفع النفاث (معهد كاليفورنيا للتكنولوجيا). يقع في بيج باينز، كاليفورنيا، في غابة أنجيليس الوطنية بالقرب من رايتوود، شمال شرق لوس أنجلوس، كاليفورنيا في الولايات المتحدة.
مرصد جبل الطاولة هو جزء من مرفق جبل الطاولة التابع لمختبر الدفع النفاث. يستضيف الموقع الأكبر عددًا من المشاريع غير الفلكية. تم استخدام الموقع لأول مرة من قبل مؤسسة سميثسونيان في عام 1924، والتي أجرت ملاحظات الغلاف الجوي والشمس والفلكية لسنوات عديدة. تولى مختبر الدفع النفاث عقد الإيجار في عام 1962. سلوكيات المرصد عالية الدقة القياسات الفلكية الملاحظات لدعم وكالة ناسا والدولي المركبة الفضائية الملاحة مهمة، وتأكيد واستعادة الأجسام القريبة من الأرض مثل المذنبات والكويكبات التي يحتمل أن تؤثر على الأرض، وتطوير التكنولوجيا.
سمي كويكب الحزام الرئيسي 84882 جبل الطاولة تكريما للمرصد.

## قائمة الكواكب الصغيرة المكتشفة
تم اكتشاف أكثر من 260 كوكبًا صغيرًا في مرصد جبل الطاولة، وغالبًا ما يشار إليها باسم رايت وود (بالإنجليزية: Wrightwood)، وتُنسب إلى العديد من علماء الفلك، وعلى الأخص لجيمس يونغ ولعلماء فلك آخرين أيضًا. تنسب لجنة السياسة النقدية أيضًا الفضل المباشر إلى مرصد جبل الطاولة في اكتشاف كويكب واحد مرقم من الحزام الرئيسي (انظر الجدول).
| (166609) 2002 RF232 | 10 سبتمبر 2002 | MPC |

## الأدوات
يتم حاليًا تشغيل تلسكوبين في مرصد جبل الطاولة:
- تلسكوب كلية بومونا (بالإنجليزية: Pomona College Telescope) 1.02 متر (40 بوصة) هو عاكس كاسيغرين بُنِيَ في كلية بومونا. تم تشغيله لأول مرة في عام 1985، وتم تركيب مرايا جديدة في عام 1996.[5][6]
- مقراب ريتشي كريتيان بطول 0.6 متر في عام 1966. وهو متصل بجبل استوائي ألماني خارج المحور.[7]

| اكتشاف الكواكب الصغيرة: 1 | انظر § قائمة الكواكب الصغيرة المكتشفة |

### الآلات السابقة
تشمل الأدوات السابقة في مرصد جبل الطاولة:
- عاكس يقع سابقًا في مرصد كلودكرفت 1.25 متر (49 بوصة) تم الحصول عليه في أواخر الثمانينات وبدأ تشغيله في أوائل التسعينات.[9][10] تمت إزالته من موقع الويب مرصد جبل الطاولة قبل يونيو 2003.[11]
- مقراب ريتشي كريتيان 0.4 متر (16 بوصة) تم تثبيته في 2003 وإزالته من موقع الويب مرصد جبل الطاولة قبل يوليو 2011.[12] كانت موجودة في القبة حيث كانت توجد كاميرا شميدت سابقًا.
- مقراب كيسغرين 0.4 متر (16 بوصة) تم تشغيله في مرصد جبل الطاولة في عام 1962.[3] كانت كلية هارفي مود المستخدم الرئيسي لهذا التلسكوب من السبعينات وحتى 1991 على الأقل.[10]
- مقراب شميدت 0.27 متر (11 بوصة) المملوك من قبل اليابان والذي تم تشغيله في مرصد جبل الطاولة من عام 1985 حتى عام 1991 على الأقل.[10][13]
- تم تحديد هوائي راديو بطول موجة ملليمتر 5.5 متر (18 قدم) في مرصد جبل الطاولة من 1970 حتى 1985 على الأقل.[13]
- مقياس التداخل الراديوي مع الأطباق 4.4 متر (14 قدم) و3.0 متر (9.8 قدم) أصبح يعمل في مرصد جبل الطاولة في عام 1974.[14]

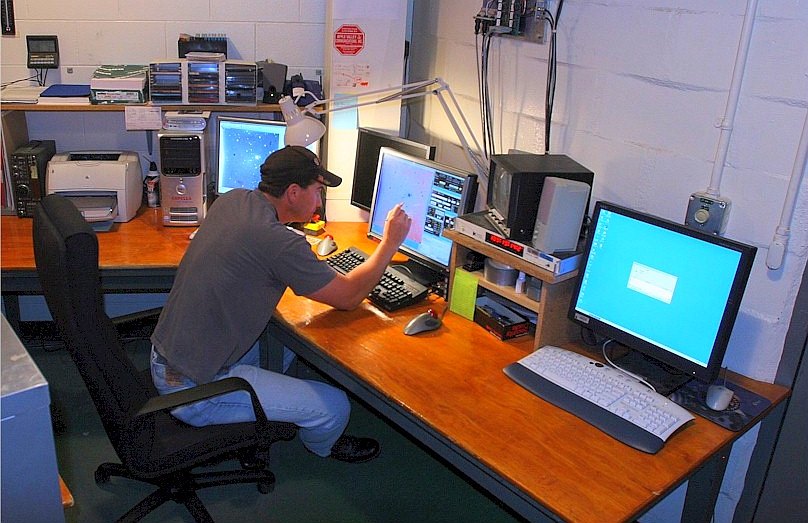
المراقبة باستخدام تلسكوب 0.6 متر

## تكريم
كويكب الحزام الرئيسي (جبل الطاولة 84882)، الذي اكتشفه جيمس ويتني يونغ في مرصد جبل الطاولة في عام 2003، تم تسميته على شرف المرصد. تم نشر اقتباس التسمية في 28 أكتوبر 2004 (مركز الكواكب الصغيرة 52955).

## روابط خارجية
- الموقع الرسمي
- مرصد جبل الطاولة في قسم علم الفلك في كلية بومونا
- التاريخ الفوتوغرافي لمرصد جبل الطاولة